# Lay Raksmey
Lay Raksmey (sinh ngày 29 tháng 10 năm 1989, ở Campuchia) là một cầu thủ bóng đá cho Svay Rieng ở Giải bóng đá vô địch quốc gia Campuchia.
Anh từng đại diện Campuchia thi đấu quốc tế.

## Danh hiệu

### Câu lạc bộ
Svay Rieng
- Giải bóng đá vô địch quốc gia Campuchia: 2013
- Hun Sen Cup: 2011, 2012, 2015